# Oldřich Lajsek
Oldřich Lajsek (Tschechische Aussprache: lai•sek) (* 8. Februar 1925 in Křesetice, Kuttenberg, Tschechoslowakei; † 2. Oktober 2001 in Prag) war ein tschechischer Maler, Designer, Graphiker und Kunstlehrer. Seit 1954 war er Mitglied der Tschechischen Vereinigung Kreativer Künstler. Er war Leiter eines Künstlervereins namens „Die Gruppe der Acht Künstler“. 1985 wurde er mit dem nationalen Orden für exzellente Arbeiten ausgezeichnet. Während seines Lebens schuf er über 3000 Werke, von denen mehr als 1800 sich in privaten Sammlungen befinden.

## Leben
Lajsek wurde am 8. Februar 1925 in Křesetice, ein Dorf nahe Kuttenberg in Zentralböhmen der Tschechoslowakei als Sohn einer Kaufmannsfamilie geboren. Er erhielt seinen Schulabschluss 1944 in einer auf Maschinenindustrie spezialisierten Schule in Kuttenberg. Während des Zweiten Weltkrieges war er Teil einer rebellischen Organisation namens „Die Faust“, in der er gegen die Nazi-Besetzung der Tschechoslowakei kämpfte. Nach dem Zweiten Weltkrieg zog er nach Prag und arbeitete in der Tschechoslowakischen Vereinigung für Industrie. 1946 begann er an der Karls-Universität Prag zu studieren. Während dieser Zeit entdeckte Lajsek sein künstlerisches Talent und machte 1950 seinen Abschluss. 1966 beendete er auch ein Wirtschaftsstudium. Daraufhin arbeitete er als Lehrer. Er war auch seit 1955 Professor der Schule für anwendungsbezogene Kunst in Prag. Lajseks Erfolg hinsichtlich seiner künstlerischen Karriere stellte sich recht früh ein. 1955 wurde er im Štursa Verein aufgenommen, später im VI. Zentrum. Er nahm am Wettbewerb um die Renovierung der Betriebsgebäude des Nationaltheaters in Prag teil. Seit 1954 war er Teil der Tschechoslowakischen Vereinigung Kreativer Künstler. 1960 gründete er einen Künstlerverein mit dem Namen „Die Gruppe der Acht Künstler“ in der er die Führungsrolle innehatte. Das Ziel dieses Vereins war hauptsächlich die Organisation von weiterbildenden künstlerischen Veranstaltungen auf dem Lande und das Ausschauhalten nach möglichen neuen Plätzen für das Aushängen von künstlerischen Werken. 1985 wurde er vom tschechischen Präsidenten mit dem nationalen Orden für exzellente Arbeit ausgezeichnet. Er starb am 2. Oktober 2001 in Prag im Alter von 76 Jahren.

## Malerei
Seine künstlerischen Werke waren sehr vielfältig hinsichtlich der verschiedenen Kunstgenre. Er widmete sich unter anderem der abstrakten, realistischen und surrealistischen Kunst. Seine bekanntesten Werke sind jedoch Landschaftsgemälde. Vor dieser Hinsicht war er einer der bekanntesten Künstler seiner Zeit in der Tschechoslowakei. Er inspirierte sich in seinem Zuhause in Zentralböhmen, auf den Straßen von Prag oder aber auch auf seinen Auslandsreisen durch Griechenland oder Jugoslawien.

## Bekannte Werke

### Landschaftsgemälde
- Hořící Lidice (Das brennende Dorf Lidice), 1974;
- Ze Stanice metra (Von der U-Bahnstation), 1982;
- Akropolis (Akropolis), 1983;
- Červená krajina (Eine rote Landschaft), 1985;
- Jaro, Léto, Podzim, Zima (Der Frühling, Der Sommer, Der Herbst, Der Winter) (Malereisatz), 1985.

### Abstrakte Kunst
- Bílá (Eine weiße Farbe), 1957;
- Zrcadlo (Der Spiegel), 1962;
- Modrá (Eine blaue Farbe), 1963.

### Realismus
- Ráno v Praze (Ein Morgen in Prag), 1983;
- Slunečnice (Sonnenblumen), 1971.

### Surrealismus
- Smutek (Das Verzeihen), 1959